# Bandera de Vitoria
La bandera de Vitoria se compone de un fondo blanco cruzado por el aspa roja de San Andrés. En el centro de la indicada bandera figura el escudo de la ciudad.
La actual bandera se eligió en el año 1922 tras una propuesta del escritor Colá y Goiti, que la presentó en 1918 con un primer diseño en el que las aspas de San Andrés no eran las dos rojas, sino una azul y otra roja como representación de las clases burguesas y las trabajadoras, aunque finalmente se optó por el color rojo clásico adoptado también en otras ciudades cercanas.
La anterior bandera de Vitoria data del año 1835: bordada con el escudo de Vitoria bajo un fondo blanco, fue un regalo de Isabel II al batallón de Urbanos de Vitoria por no dejar que la ciudad cayera en manos de los carlistas.
La bandera de Vitoria ondea en el exterior de la Casa Consistorial a la izquierda de la bandera nacional. Además, en los actos públicos municipales, debe estar presente en lugar destacado. La enseña de la ciudad además, tiene un destacado lugar en la calle junto al pórtico de la Catedral de María Inmaculada.